# Kawatake Mokuami
Kawatake Mokuami (japanisch 河竹 黙阿弥, Kyūjitai: 河竹 默阿彌; * 1. März 1816 in Edo; † 22. Januar 1893 in Tokio), auch Kawatake Shinshichi II. (二代目 河竹 新七), Shiba Shinsuke (芝 晋輔), Katsu Genzō (I.) (勝 諺蔵), war ein japanischer Kabuki-Autor.

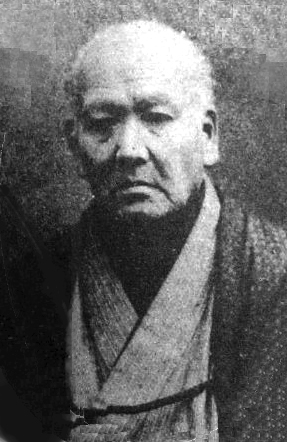
Mokuami Kawatake

## Leben
Der als Yoshimura Yoshisaburō geborene Kaufmannssohn wurde bereits im Alter von 14 Jahren von seinem Vater enterbt, angeblich, weil er sich übermäßig den Genüssen des Vergnügungsviertels Yanagibashi hingegeben hatte. Darauf wurde er Angestellter einer Leihbibliothek und sammelte erste Erfahrungen als Autor von Kyōka-Liedern und Kurzgeschichten (Sandai Banashi). Unter dem Namen Yoshi Yoshi betätigte er sich als Haiku-Kritiker. 1835 wurde er Schüler des Kabuki-Autors Tsuruya Namboku V. und erhielt von diesem den Namen Katsu Genzō I. Familiäre und gesundheitliche Probleme zwangen ihn kurze Zeit später, die Welt des Theaters vorübergehend zu verlassen. Bereits 1841 arbeitete er wieder unter dem Namen Shiba Shinsuke am Kawarazaki-Theater, wo er verschiedene Hilfstätigkeiten im Zusammenhang mit den Aufführungen verrichtete. Nach zwei Jahren hatte er es dort zum Tatesakusha (einer Art Regisseur) gebracht und nahm den Namen Kawatake Shinshichi II. an. Nach den Aufzeichnungen seines Enkels, Kawatake Toshio, war das erste vollständig von ihm geschriebene Stück Arigataya Oedo no Kagekiyo, das im Jahr 1847 am Kawarazaki-Theater Premiere hatte. Es dauerte fünf weitere Jahre, bis er mit Jiraiya Gōketsu Monogatari seinen ersten großen Erfolg hatte.
Kawatake veröffentlichte in seiner Laufbahn mehr als 360 Stücke, wobei er besonderen Erfolg mit Kizewamono-Stücken hatte, Schauspielen in der Tradition Tsuraya Nambokus IV., deren Protagonisten Diebe, Glücksspieler, Prostituierte etc. waren. Er schrieb aber auch zeitgenössische, historische und Tanzstücke und Adaptionen westlicher Stoffe. In der zweiten Hälfte des 19. Jahrhunderts galt er als bedeutendster Kabukiautor Japans. Viele seiner Stücke schrieb er für den Schauspieler Ichikawa Kodanji IV., den er 1854 kennengelernt hatte. 1881 nahm er den Namen Kawatake Mokuami an, unter dem er vorrangig bekannt geblieben ist.
Zu Kawatakes Schülern zählten neben seinem Adoptivsohn Kawatake Shigetoshi auch Kawatake Nōshin II., Kawatake Shinshichi III., Takeshiba Kisui, Takeshiba Ginzō, Takeshiba Shūyō, Takeshiba Shigezō, Takeshiba Hyōzō I. und Kubota Hikosaku.

## Werke
- Jiraiya Gōketsu Monogatari, 1852
- Tsuta Momiji Utsunoya Tōge 1853
- Shōchikubai Yuki no Akebono, 1856
- Ami Moyō Dōro no Kikukiri (Kozaru Shichinosuke), 1857
- Kosode Soga Azami no Ironui (Izayoi Seishin), 1859
- Jitsugetsusei Chūya no Oriwake (Ryūsei), 1859
- Sannin Kichisa Kuruwa no Hatsugai (Sannin Kichisa), 1860
- Kagamiyama Gonichi no Iwafuji, 1860
- Hachiman Matsuri Yomiya no Nigiwai (Chijimiya Shinsuke), 1860
- Sakura Sōshi Gonichi no Bundan, 1861
- Aoto Zōshi Hana no Nishikie (Shiranami Gonin Otoko), 1862
- Kanzen Chōaku Nozoki Garakuri, 1863
- Soga Moyō Tateshi no Goshozome, 1864
- Wakaba no Ume Ukina no Yokogushi (Kirare Otomi), 1864
- Koharunagi Okitsu Shiranami, (Kogitsune Reiza)
- Kichisama Mairu Yukari no Otozure, 1869
- Momoyama Monogatari (ishin Katō), 1869
- Keian Taiheiki, 1870
- Renjishi, 1872
- Taiko no Oto Chiyū Sanryaku (Sakai no Taiko), 1873
- Tsuyu Kosode Mukashi Hachijō (Kamiyui Shinza), 1873
- Hyōryū Kidan Seiyō Kabuki, 1879
- Kumo ni Magou Ueno no Hatsuhana, 1881
- Ōsakazuki Shusen no Tsuwamono, 1881
- Youchi Soga Kariba no Akebono, 1881
- Tsuchi Gumo, 1881
- Kiwametsuki Banzui Chōbei, 1881
- Shima Chidori Tsuki no Shiranami, 1881
- Imayō Mochizuki (Mochizuki), 1882
- Medeshi Yanagi Midori no Matsumae, 1883
- Ibaraki, 1883
- Shin Sarayashiki Tsuki no Amagasa, 1883
- Hōjō Kudai Meika no Isaoshi, 1884
- Suitengū Megumi no Fukagawa, 1885
- Funa Benkei, 1885
- Mekura Nagaya Ume-ga-Kagatobi, 1886
- Momijigari, 1887
- Modoribashi, 1890